# Міжнародна науково-практична Конференція: «Надрокористування в Україні. Перспективи інвестування»
Надрокористування в Україні. Перспективи інвестування — щорічна міжнародна науково-практична конференція, яку організують Державна комісія України по запасах корисних копалин та Державна служба геології та надр України
з 2014 р. 

## Основні теми
- Класифікації запасів і ресурсів корисних копалин, їх зіставлення, застосування, адаптація до РКООН-2009 (Рамочна класифікація викопних енергетичних і мінеральних ресурсів Організації Об'єднаних Націй);
- Інвестиційний потенціал мінерально-сировинної бази України;
- Методика і практика геолого-економічної оцінки родовищ корисних копалин, як  основа управління  користуванням надрами;
- Правові та економічні аспекти надрокористування в Україні;
- Механізм рентних платежів і оподаткування користування надрами, їх оптимізація;
- Енергетична та екологічна безпека у зв’язку з розробкою родовищ корисних копалин;
- Перспективи оптимального використання питних і мінеральних підземних вод. Інвестиційні проекти;
- Проблеми геології.

Традиційне місце проведення: Україна, Львівська область, м. Трускавець